# Мостье
Мостье — село в Ухоловском районе Рязанской области России, входит в состав Калининского сельского поселения.

## Географическое положение
Село расположено на берегу реки Мостья в 8 км на запад от центра поселения посёлка Калинин и в 5 км на юго-восток от райцентра Ухолово.

## История
Церковь великого чудотворца Николая в селе Мостье упоминается в окладных книгах 1676 года, где при ней показано церковной пашни 20 четвертей в поле, сенных покосов на 50 копен. В приходе, состоявшем, кроме села, из деревень Дубровки и Спешневой, было 36 дворов помещиков – детей боярских, 93 двора крестьянских, 10 дворов бобыльских и всего с 3 дворами причта 143 двора. В 1771 году помещицей Анастасией Стефановной Вердеревской построена была новая деревянная Николаевская церковь с приделом в честь св. Иоанна воина. Каменная Николаевская церковь с колокольней в селе построена в 1884 – 1900 годах тщанием прихожан и других благотворителей, освящена в 1901 году. Престолов было три: главный – во имя св. чудотворца Николая, на правой стороне – во имя св. Сергия Радонежского, на левой стороне – во имя св. мученика Иоанна Воина.
В XIX — начале XX века село входило в состав Смолеевской волости Ряжского уезда Рязанской губернии. В 1906 году в селе было 102 двора.
С 1929 года село являлось центром Мостинского сельсовета Ухоловского района Рязанского округа Московской области, с 1937 года — в составе Рязанской области, с 2005 года — в составе Калининского сельского поселения.

## Население
| 1859 | 1897 | 1906 | 2010 |
| ---- | ---- | ---- | ---- |
| 738  | ↘485 | ↗682 | ↘150 |

## Достопримечательности
В селе расположена недействующая Церковь Николая Чудотворца (1901).